# Jesús Aparicio-Bernal
Jesús Aparicio-Bernal Sánchez, né le 15 juin 1929 et mort le 19 juin 2024 dans la même ville, est un homme politique espagnol.
Docteur en droit, il est député aux Cortes pendant la période franquiste (représentant syndical en 1955, 1958 et 1961, et représentant d'Alicante entre 1967 et 1977). Dans le même temps, il est chef national du syndicat espagnol universitaire (Sindicato español universitario, ou SEU) en 1960. En 1963, il est désigné comme président du syndicat national de la presse et des arts graphiques (Sindicato Nacional de Prensa y Artes Gráficas).
Le 26 mars 1964, Manuel Fraga, alors ministre de l'information et du tourisme, le nomme directeur général de la radiodiffusion-télévision espagnole (RTVE). C'est en cette qualité qu'il inaugure, quelques mois plus tard (18 juillet 1964) les nouveaux studios de Prado del Rey.
Au moment de la transition démocratique, il se rapproche de l'Alliance populaire (Alianza Popular). Cependant, il s'éloigne de plus en plus de la politique pour s'intéresser au commerce. Il devient conseiller auprès de l'Empresa Nacional de Petróleos de Navarra y Aragón, puis de Mail Ibérica, de Celulosas de Extremadura, est nommé président de Agenrop Ibérica, vice-président de la compagnie de télécommunications Entel, etc. En parallèle, il enseigne le droit du commerce à l'université Complutense de Madrid, en qualité de professeur-adjoint.